# 정리광
정리광(1942년 1월 11일~)은 대한민국의 기계 체조 선수로, 1964년 하계 올림픽에 참가했다.